# フェロイック物質
物性物理学において、フェロイック物質(フェロイックぶっしつ、英: ferroics)とは、強磁性(ferromagnetism)、強誘電性(ferroelectity)、強弾性(ferroelasticity)のうちいずれかをしめす物質を総称する用語である。

## 概要
フェロイック物質研究の基礎はとても狭い温度範囲のうちにおこる大きな物理特性の変化を理解することである。この変化はある転移温度(通常Tcと表記される)付近で相転移が起きる場合にみられる。この転移温度よりも高温ではフェロイック物質は非フェロイック状態の結晶構造をとり、興味の対象となる物理特性をしめさない。この物質を冷却し、温度がTcを下回るとき自発的相転移が起こる。この相転移は典型的には非フェロイック結晶構造からのとても小さなずれによって生じるが、これにより単位胞の形が変化し物質のもつ対称性が下がる。この対称性の破れによりフェロイック相が生じる。
強誘電体の場合、温度がTcを下回ると単位胞のある軸に沿って電気双極子が自発的に誘起される。個々の電気双極子の大きさは小さい場合もあるが、1024個ほども単位胞がならぶことによりバルク物質の誘起する電場は無視できないものとなる。強誘電性において重要な点は、強誘電体の結晶は点対称性をもちえないことである。 
強磁性の場合は点対称性が破れることにより自発磁化が誘起され、常磁性体相から強磁性体相への転移がおこる。この転移温度はキュリー温度と呼ばれる。
強弾性体結晶では、非フェロイック相(prototypic phaseとも)からフェロイック相への転移に際して自発的ひずみが誘起される。強弾性相転移の一例では、正方晶系構造(正方形柱形)が単斜晶系構造(平行六面体形)に変化する。この転移前後の形状の違いによりバルク内にひずみが誘起される。
近年注目度を増している、マルチフェロイック物質は一つの相で複数のフェロイック物性を示す物質をいう。4つめのフェロイック秩序としてフェロトロイド秩序も提案されている。